# 大阪市電東西線
大阪市電東西線（おおさかしでん とうざいせん）は、かつて九条中通一丁目駅 - 末吉橋駅間を結んでいた、大阪市電の第二期線として開業した路線。

## 概要
1904年（明治37年）3月の大阪市会で市電第二期線の路線として提案された。案では築港線の起点となっていた花園橋西詰から千代崎橋、松島橋の下流を渡って長堀川北岸沿いに末吉橋西詰に至る予定だったが、沿線住民の反対によって、起点を九条二番道路（のちの九条中通）に変更。花宮橋、東雲橋、松島橋の下流を渡る経路に修正され、最終的に花宮橋、松島堀割南岸、東雲橋、松島橋、長堀川北岸を経由することで確定した。
1905年（明治38年）2月から用地買収に着手し、1906年（明治39年）9月22日に伯楽橋 - 上繋橋間で道路幅員を14.5mに拡幅する工事を起工、1908年（明治41年）7月20日に竣工した。8月1日に九条二番道路から四ツ橋までが開通。開通時には開通祝賀会が開かれ、大和田建樹作詞・田村虎蔵作曲の大阪市電電車唱歌が発表された。四ツ橋には初めての軌道交差点と渡り線が登場。11月1日には四ツ橋から末吉橋までが開通し、唱歌の歌詞も追加されて全21節となった。
1944年（昭和19年）、不要不急線として九条中通一丁目駅 - 千代崎橋駅（のち松島町二丁目駅、さらに千代崎橋駅に改称）間を廃止。
1961年（昭和36年）には末吉橋通（のちの長堀通）を走る松島町一丁目駅 - 末吉橋駅間が廃止されてトロリーバスに転換され、松島町二丁目駅駅 - 松島町一丁目駅の1駅間の路線となった。1967年（昭和42年）、最後に残った区間も廃止されて、全線廃止となった。

### 路線データ
- 1908年（明治41年）8月1日から10月31日まで
  - 起点：九条二番道路駅
  - 終点：西長堀変圧所前駅
- 1908年（明治41年）11月1日から1944年（昭和19年）5月31日まで
  - 起点：九条二番道路駅 → 九条駅 → 九条中通一丁目駅
  - 終点：末吉橋駅
- 1944年（昭和19年）6月1日から1961年（昭和36年）10月31日まで
  - 起点：千代崎橋駅 → 松島町二丁目駅
  - 終点：末吉橋駅
- 1961年（昭和36年）11月1日から1967年（昭和42年）7月31日まで
  - 起点：松島町二丁目駅 → 千代崎橋駅
  - 終点：松島町一丁目駅 → 松島公園前駅

- 路線距離：3.685km（営業キロ数、最大時）
- 軌間：1435mm
- 電化区間：全線電化（直流600V）

## 沿革
- 1908年（明治41年）
  - 8月1日：大阪市電の第二期線として、九条二番道路駅 - 西長堀変圧所前駅間を開業
  - 11月1日：西長堀変圧所前駅 - 末吉橋駅間を延伸、全線開業。
- 1910年（明治43年）3月13日：末吉橋駅を移設（＋0.2km）。
- 1912年（明治45年）ごろ：白髪橋駅、富田屋橋駅、佐野屋橋駅を廃止。西長堀変圧所前駅、上繋橋駅を四ツ橋駅に統合。
- 1913年（大正2年） - 1915年（大正4年）：九条二番道路駅を九条駅に改称。
- 1919年（大正8年）12月28日：白髪橋駅復活。
- 1920年（大正9年）：四ツ橋駅から四ツ橋給水所まで散水車用の引き込み線を敷設。
- 1922年（大正11年）10月15日：身祓橋駅を松島町二丁目駅（初代）に改称。
- 1923年（大正12年）ごろ：佐野屋橋駅復活。
- 1923年（大正12年） - 1925年（大正14年）：九条駅を九条中通一丁目駅に改称。
- 1927年（昭和2年）：四ツ橋の散水車引き込み線を廃止。線路は昭和30年代半ばまで残存。[1]
- 1944年（昭和19年）
  - 5月31日：九条中通一丁目駅 - 千代崎橋駅間の旅客営業を終了。[2]
  - 6月1日：九条中通一丁目駅 - 千代崎橋駅間を廃止。九条中通一丁目駅を休止、松島町二丁目駅（初代）、千代崎橋駅、玉造橋駅、鰹座橋駅、問屋橋駅、宇和島橋駅、佐野屋橋駅、三休橋駅、板屋橋駅を廃止。
- 1945年（昭和20年）3月13日 - 7月1日：戦災のため松島町一丁目駅 - 末吉橋駅間を休止。
- 1946年（昭和21年）12月1日：休止区間を再開。心斎橋駅を移設（－0.1km）。
- 1948年（昭和23年）7月1日：千代崎橋駅を松島町二丁目駅（2代）に改称して復活。
- 1950年（昭和25年）以前：西長堀北通五丁目駅を西区役所前駅に改称。
- 1950年（昭和25年）ごろ：四ツ橋駅を四つ橋駅に表記変更。
- 1952年（昭和27年）5月1日：三休橋駅を復活。
- 1953年（昭和28年）11月20日：心斎橋駅を移設（＋0.1km)。佐野屋橋駅復活。
- 1960年（昭和35年） - 1961年（昭和36年）：西長堀北通二丁目駅を西大橋駅に改称。
- 1961年（昭和36年）
  - 10月31日：松島町一丁目駅 - 末吉橋駅間の旅客営業を終了。
  - 11月1日：松島町一丁目駅 - 末吉橋駅間を廃止、トロリーバスに転換。
- 1964年（昭和39年）10月31日：松島町二丁目駅（2代）を千代崎橋駅に、松島町一丁目駅を松島公園前駅に改称。
- 1967年（昭和42年）
  - 7月31日：千代崎橋駅 - 松島公園前駅間の旅客営業を終了。
  - 8月1日：千代崎橋駅 - 松島公園前駅間を廃止。

## 駅一覧
- 1959年（昭和34年）7月当時。
- 括弧書き（背景色がグレー）の駅は廃止・休止駅。

| 駅名                       | キロ程 | 接続路線                          | 廃止日                              |
| -------------------------- | ------ | --------------------------------- | ----------------------------------- |
| （九条中通一丁目駅）       | 0.0    | 大阪市電：築港線                  | 1944年6月1日休止 1960年10月10日廃止 |
| （松島町二丁目駅（初代）） | 0.4    | 大阪市電：松島南恩加島線          | 1944年6月1日廃止                    |
| 松島町二丁目駅             | 0.6    |                                   |                                     |
| 松島町一丁目駅             | 0.9    | 大阪市電：松島安治川線            |                                     |
| （玉造橋駅）               | 1.2    |                                   | 1944年6月1日廃止                    |
| 西区役所前駅               | 1.3    |                                   |                                     |
| （鰹座橋駅）               | 1.4    |                                   | 1944年6月1日廃止                    |
| 白髪橋駅                   | 1.5    | 大阪市電：桜川中之島線            |                                     |
| （問屋橋駅）               | 1.8    |                                   | 1944年6月1日廃止                    |
| （富田屋橋駅）             | 1.9    |                                   | 1912年ごろ廃止                      |
| 西長堀北通二丁目駅         | 2.0    |                                   |                                     |
| （宇和島橋駅）             | 2.1    |                                   | 1944年6月1日廃止                    |
| （西長堀変圧所前駅）       | *.*    |                                   | 1912年ごろ廃止                      |
| 四つ橋駅                   | 2.3    | 大阪市電：南北線                  |                                     |
| （上繋橋駅）               | *.*    |                                   | 1912年ごろ廃止                      |
| 佐野屋橋駅                 | 2.5    | 大阪市営地下鉄：1号線（心斎橋駅） |                                     |
| 心斎橋駅                   | 2.7    | 大阪市営地下鉄：1号線             |                                     |
| 三休橋駅                   | 2.9    |                                   |                                     |
| 長堀橋駅                   | 3.2    | 大阪市電：堺筋線                  |                                     |
| （板屋橋駅）               | 3.3    |                                   | 1944年6月1日廃止                    |
| 末吉橋駅                   | 3.7    | 大阪市電：玉造線                  |                                     |

## 系統
8系統・9系統・20系統・28系統が走っていた。